# 1136 Мерцедес
1136 Мерцедес (енгл. 1136 Mercedes) је астероид главног астероидног појаса. Приближан пречник астероида је 25,28 ,
а средња удаљеност астероида од Сунца износи 2,565 астрономских јединица (АЈ).
Инклинација (нагиб) орбите у односу на раван еклиптике је 8,981 степени, а орбитални период износи 1501,219 дана (4,110 године). Ексцентрицитет орбите астероида износи 0,255.
Апсолутна магнитуда астероида износи 11,00 а геометријски албедо 0,110.
Астероид је откривен 30. октобра 1929. године.